# Río Toa
Der Río Toa ist der wasserreichste Fluss des Inselstaates Kuba. Der Strom mit einer Länge von 131 Kilometern hat 72 Nebenflüsse und liegt vollständig in der Provinz Guantánamo.
Er entspringt dem Nipe-Sagua-Baracoa-Gebirge und liegt im Biosphärenreservat Cuchillas del Toa, in dem auch der Alexander-von-Humboldt-Nationalpark liegt. In dem Reservat beträgt der durchschnittliche jährliche Niederschlag etwa 2.800 m, was der Spitzenwert in Kuba ist.
Das Einzugsgebiet des Flusses Toa erstreckt sich über 1061 km².